# Pierre Gripari
Pierre Gripari (Parijs, 7 januari 1925 - aldaar, 23 december 1990) was een bekende Franse schrijver.
Pierre Gripari schreef talloze sprookjes, verhalen, toneelstukken en gedichten, zowel voor volwassenen als voor kinderen. Hij is in de eerste plaats als kinderboekenschrijver de geschiedenis ingegaan. Zijn sprookjesbundel Contes de la rue Broca uit 1967 behoort tot zijn bekendste werken en wordt ook buiten Frankrijk veel gelezen.
De homoseksuele atheïst Gripari had een afkeer van religieus fanatisme en elke vorm van censuur.
- Bibsys: 51006
- Biblioteca Nacional de España: XX1075376
- Bibliothèque nationale de France: cb11905940s (data)
- CiNii: DA01609744
- Gemeinsame Normdatei: 119388294
- International Standard Name Identifier: 0000 0001 2127 2249
- Library of Congress Control Number: n50031094
- Nationale Bibliotheek van Letland: 000093516
- MusicBrainz: c9d0fcc1-adb3-4688-8937-aede4b64df82
- Bibliotheek van het Japanse parlement: 00441770
- Nationale Bibliotheek van Tsjechië: xx0003313
- Nationale Bibliotheek van Israël: 987007415265405171
- Nederlandse Thesaurus van Auteursnamen: 071982957
- SNAC: w6fr2skb
- Système universitaire de documentation: 026903563
- Virtual International Authority File: 34457551